# Приманычское сельское муниципальное образование
Прима́нычское се́льское муниципа́льное образова́ние — сельское поселение в Ики-Бурульском районе Калмыкии.
Административный центр — посёлок Приманыч

## География
Приманычское СМО расположено в западной части Ики-Бурульского района.
Граничит на западе с Приютненским районом, на севере-западе с Элистинским городским округом, на севере — с Оргакинским, на востоке — с Бага-Бурульским, на юго-востоке с Ики-Бурульским, на юго-западе — с Манычским, на юго-западе — с Кевюдовским сельскими муниципальными образованиями.

## История
Приманычский сельский совет образован Указом Президиума Верховного Совета Калмыцкой АССР 17 ноября 1965 года.
В его состав первоначально входили поселки Шатта, Прудовый, Приманычский, Кевюды и Зунда Толга.
На территории сельсовета находились три фермы — Шатта, Зурган худг и Джеджикины.

## Население
| 2002 | 2010 | 2011 | 2012 | 2013 | 2014 | 2015 |
| ---- | ---- | ---- | ---- | ---- | ---- | ---- |
| 848  | ↗853 | ↘848 | ↘818 | ↘797 | ↘795 | ↘783 |
| 2016 | 2017 | 2018 | 2019 | 2020 | 2021 |      |
| ↘768 | ↘757 | ↘734 | ↘728 | ↘706 | ↗741 |      |

### Национальный состав
По данным Всероссийской переписи населения 2010 года:
| Национальность | Численность (чел.) | Процентное соотношение |
| -------------- | ------------------ | ---------------------- |
| Калмыки        | 638                | 74,79%                 |
| Даргинцы       | 146                | 17,12%                 |
| Русские        | 23                 | 2,70%                  |
| Другие         | 46                 | 5,39%                  |
| Всего          | 853                | 100,00%                |

## Состав сельского поселения
| № | Населённый пункт | Тип населённого пункта          | Население |
| - | ---------------- | ------------------------------- | --------- |
| 1 | Джеджикины       | посёлок                         | →88       |
| 2 | Приманыч         | посёлок, административный центр | ↗686      |
| 3 | Шатта            | посёлок                         | ↘88       |

Также на территории СМО расположен упразднённый посёлок Прудовый.